# Pico Villuercas
Die Pico Villuercas ist mit 1603 m der höchste Gipfel der Sierra de Villuercas, einem spanischen Gebirgszug, der sich in der Autonomen Gemeinschaft Extremadura befindet.

## Lage und Auffahrt
Die Pico Villuercas ist Teil der Sierra de Villuercas, die sich in den Montes de Toledo befindet. Der Gebirgszug ist nur spärlich besiedelt, wobei sich die Orte Navezuelas, Guadalupe, Cañamero und Berzocana in der Nähe des Gipfels befinden. Mit einer Entfernung von rund 100 Kilometern ist Cáceres die näherte Stadt. Mit der CC-437 führt eine gut ausgebaute Straße auf die Pico Villuercas. Diese zweigt bei einem großen Kreisverkehr von der EX-118 ab, die Guadalupe im Süd mit Castañar de Ibor im Norden verbindet.
Die Südauffahrt von Guadalupe ist 16,4 Kilometer lang und weist eine durchschnittliche Steigung von 6,4 % auf. Auf den ersten Kilometern werden deutlich höhere Steigungsprozente erreicht, ehe die Straße zunehmend abflacht. Nach rund 5,5 Kilometern biegt man Links auf die CC-437 ab, auf der sich Rampen von mehr als 10 % mit kurzen Flachstücken abwechseln.
Alternativ kann die Pico Villuercas auch aus nördlicher Richtung über den Collado de Ballesteros erreicht werden. Entlang des Almonte führt die CC-97 bei geringen Steigungsprozenten von weniger als 5 % nach Navezuelas, ehe 5,5 Kilometer vor dem Gipfel eine schmale Straße von der linken Straßenseite abzweigt. Diese führt über Betonplatten und weist auf einer Länge von drei Kilometern eine durchschnittliche Steigung von mehr als 13 % auf. Nach zehn teils engen Kehren erreicht man den Collado de Ballesteros, ehe die letzten 2,5 Kilometer im Schnitt mit 6 % auf die Pico Villuercas führt. Die letzten 500 Meter steigen dabei jedoch mit rund 10 % an.

## Geschichte
Auf dem Gipfel befindet sich ein ehemaliger Militärstützpunkt, die nach einer Vereinbarung zwischen Francisco Franco und Dwight D. Eisenhower errichtet wurde. Sie diente als Übertragungszentrum der spanischen Armee. Weiters befand sich bis in die späten 1990er Jahre eine Kaserne auf der Pico Villuercas.

## Radsport
Die Pico Villuercas stand im Jahr 2021 erstmals im Programm der Vuelta a España. Damals stellte sie den Schlussanstieg der 14. Etappe dar, die durch die Sierra de Villuercas führte. Den Etappensieg sicherte sich der Franzose Romain Bardet, der sich aus der Ausreißergruppe vor Jesús Herrada und Jay Vine durchsetzte.
Im Jahr 2024 wurde die Pico Villuercas auf der 4. Etappe über den Collado de Ballesteros erreicht, auf dem bereits im Jahr 2021 eine Bergwertung abgenommen wurde. Den Etappensieg sicherte sich der Slowene Primož Roglič, der zugleich das Rote Trikot übernommen.
| Jahr | Etappe     | Bergwertung  | Fahrer        | Auffahrt                    |
| ---- | ---------- | ------------ | ------------- | --------------------------- |
| 2021 | 14. Etappe | 1. Kategorie | Romain Bardet | Guadalupe                   |
| 2024 | 04. Etappe | 1. Kategorie | Primož Roglič | über Collado de Ballesteros |